# Атлантична хартія

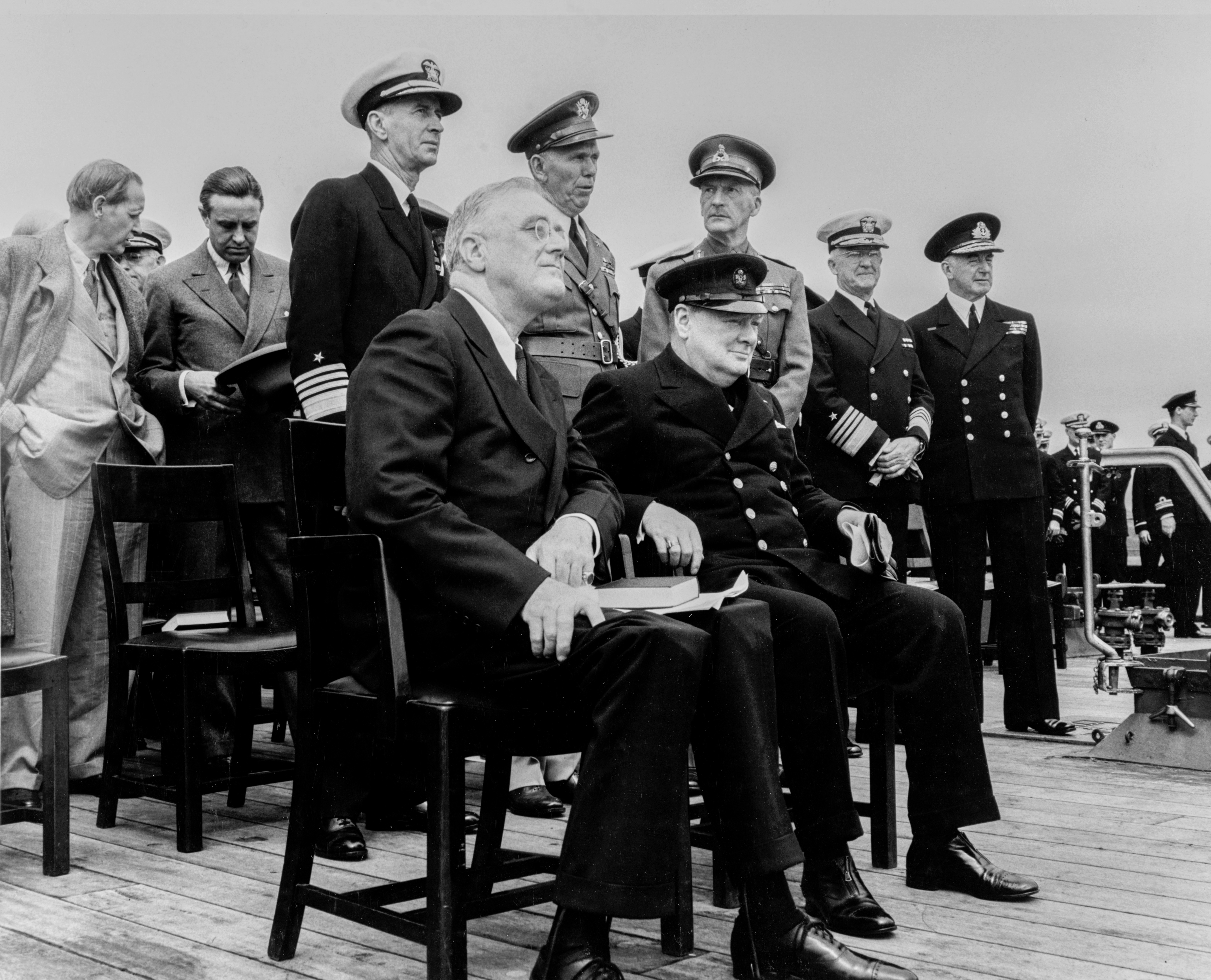
Рузвельт і Черчилль під час богослужіння на борту «Принца Вельського»

Атланти́чна ха́ртія — спільна декларація президента США Рузвельта і прем'єр-міністра Великої Британії Черчилля від 14 серпня 1941, підписана на борту британського лінкора «Принц Вельський» в бухті Арджентія (о. Ньюфаундленд).
Учасники декларації проголосили в ній «деякі загальні принципи національної політики» своїх країн, а саме: суверенітет, територіальну недоторканність, безпеку й економічне співробітництво країн, прагнення досягти для всіх людей «більш високого рівня життя, економічного розвитку і соціального забезпечення», утворення системи загальної безпеки і роззброєння агресивних країн.
Американська сторона обумовлювала свою допомогу Британії у війні з нацистами розпуском її колоніальної імперії. Черчилль пручався, але змушений був погодитися на компромісне формулювання, що колонії звільняться «за вільно висловленим бажанням зацікавлених народів». Британській імперії був підписаний вирок.

## Атлантична хартія (витяг)

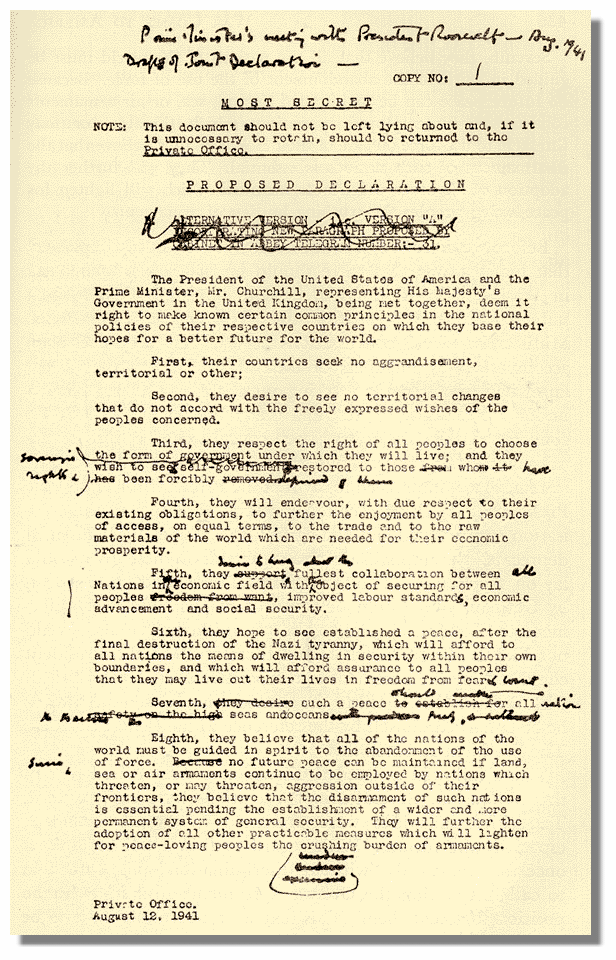
Редагована копія Черчилля остаточної чернетки Хартії

|  | Президент Сполучених Штатів Америки Рузвельт і прем'єр-міністр Черчилль, що представляє уряд Його Величності в Сполученому Королівстві, після сумісного обговорення визнали доцільним оприлюднити деякі загальні принципи національної політики їх країн — принципи, на яких вони засновують свої надії на краще майбутнє для світу. 1. США і Велика Британія не прагнуть до територіальних або інших придбань. 2. Вони не погодяться на жодні територіальні зміни, які не перебувають у згоді з вільно висловленим бажанням зацікавлених народів. 3. Вони поважають право всіх народів обирати собі форму правління, при якій вони хочуть жити; вони прагнуть до відновлення суверенних прав і самоврядування тих народів, які були позбавлені цього насильницьким шляхом. 4. Дотримуючи належним чином свої існуючі зобов'язання, вони прагнутимуть забезпечити таке положення, при якому всі країни, — великі або малі, переможці або переможені — мали б доступ на рівних підставах до торгівлі і до світових сировинних джерел, необхідних для економічного процвітання цих країн. 5. Вони прагнуть добитися повної співпраці між всіма країнами в економічній області з метою забезпечити для всіх вищий рівень життя, економічний розвиток і соціальне забезпечення. 6. Після остаточного знищення нацистської тиранії вони сподіваються на установлення миру, який дасть можливість всім країнам жити в безпеці на своїй території, а також забезпечити таке положення, при якому всі люди у всіх країнах могли б жити все своє життя, не знаючи ані страху, ні нестатків. 7. Такий мир має надати всім можливість вільно, без всяких перепон плавати по морях і океанах. 8. Вони вважають, що всі держави світу повинні з міркувань реалістичного і духовного порядку відмовитися від застосування сили, оскільки жодний майбутній мир не може бути збережений, якщо держави, які загрожують або можуть загрожувати агресією за межами своїх кордонів, продовжуватимуть користуватися сухопутними, морськими і повітряними озброєннями. Черчилль і Рузвельт вважають, що аж до встановлення ширшої і надійнішої системи загальної безпеки такі країни повинні бути роззброєні. Англія і США також допомагатимуть і заохочуватимуть всі інші здійсненні заходи, які полегшать миролюбним народам позбавлення від тягаря озброєння. |

## Позиція Радянського Союзу
На Міжсоюзній конференції у Лондоні 24 вересня 1941 року СРСР приєднався до Атлантичної хартії разом із ще 9-ма країнами (Бельгією, Чехословаччиною, Грецією, Люксембургом, Нідерландами, Норвегією, Польщею і Югославією, а також Францією, представленою «Вільною Францією» Шарля де Голля). У декларації, що її виголосив посол СРСР у Великій Британії І. Майський, було застережено, що практичне застосування принципів Атлантичної хартії «повинно буде узгоджуватися із обставинами, потребами та історичними особливостями тієї чи іншої країни».